# 블레이크 클라크
블레이크 클라크(Blake Clark, 1946년 2월 2일 ~ )는 미국의 배우 및 희극인이다.

## 출연 작품
- 토이스토리 4 - 슬링키 역
- 토이스토리 3 - 슬링키 역
- 리틀 니키